# Vinnie Johnson
Vincent „Vinnie“ Johnson (* 1. September 1956 in Brooklyn, New York) ist ein ehemaliger US-amerikanischer Basketballspieler, der von 1979 bis 1992 in der NBA aktiv war.
Vinnie wurde im NBA-Draft 1979 an 7. Stelle von den Seattle SuperSonics ausgewählt, für die er anfangs auch spielte. Während der Saison 1981/82 wechselte er zu den Detroit Pistons, für die er bis 1991 aktiv war. Anschließend spielte er noch eine Spielzeit bei den San Antonio Spurs.
In Detroit war Johnson ein wichtiger Bankspieler, der, wenn eingewechselt, oftmals schnell heiß lief und viele Punkte beisteuerte. Dieses bewog auch den Guard der Boston Celtics Danny Ainge, ihm den Spitznamen „The Microwave“ zu geben.
Mit Detroit wurde er 1989 und 1990 NBA-Champion. Im fünften Spiel der NBA-Finals 1990 gegen die Portland Trail Blazers traf er 0,7 Sekunden vor dem Spielende den entscheidenden Wurf, der den Detroit Pistons die zweite Meisterschaft in Folge sicherte.
Bei den Pistons wurde Johnsons Rückennummer 15 nach seinem Karriereende zurückgezogen und wird seitdem nicht mehr an andere Spieler vergeben.